# Fernando Chalana
Fernando Albino de Sousa Chalana (ur. 10 lutego 1959 w Barreiro, zm. 10 sierpnia 2022) – portugalski trener i piłkarz występujący na pozycji pomocnika. Reprezentował barwy takich klubów, jak SL Benfica, Girondins Bordeaux, CF Os Belenenses i Estrela Amadora. W reprezentacji Portugalii rozegrał 27 spotkań i zdobył 2 gole. Jako trener prowadził dotychczas tylko Benfikę.

## Sukcesy
- Mistrzostwo Portugalii (6) – 1975/76, 1976/77, 1980/81, 1982/83, 1983/84, 1988/89
- Puchar Portugalii (3) – 1979/80, 1980/81, 1982/83
- Superpuchar Portugalii (2) – 1979/80, 1988/89
- Mistrzostwo Francji (1) – 1984/85
- Piłkarz roku w Portugalii (2) – 1976, 1984